# Unfrosted
Unfrosted (conocida en Hispanoamérica como Sin glasear) es una película de comedia estadounidense de 2024 dirigida por Jerry Seinfeld (en su debut como director) a partir de un guion que coescribió con su equipo de guionistas formado por Spike Feresten, Barry Marder y Andy Robin. Seinfeld y Feresten también son productores de la película junto a Beau Bauman, a través de su productora Columbus 81 Productions. La película está protagonizada por un elenco que incluye a Seinfeld, Melissa McCarthy, Jim Gaffigan, Max Greenfield, Hugh Grant y Amy Schumer. Christophe Beck compuso la banda sonora de la película. La película está basada libremente en la historia real de la creación de los pasteles tostados Pop-Tarts.
La película se estrenó en Estados Unidos el 3 de mayo de 2024 a través de Netflix.

## Reparto
- Jerry Seinfeld como Bob Cabana
- Melissa McCarthy como Donna Stankowski
- Jim Gaffigan como Edsel Kellogg III
- Max Greenfield como Rick Ludwin
- Hugh Grant como Thurl Ravenscroft
- Amy Schumer como Marjorie Post
- Peter Dinklage como Harry Friendly
- Christian Slater como Mike Diamond
- Bill Burr como JFK
- Dan Levy como Andy Warhol
- James Marsden como Jack LaLanne
- Jack McBrayer como Steve Schwinn
- Thomas Lennon como Harold von Braunhut
- Bobby Moynihan como Chef Boy Ardee
- Adrian Martinez como Tom Carvel
- Sarah Cooper como Poppy Northcutt
- Mikey Day como Crackle
- Kyle Mooney como Snap
- Drew Tarver como Pop
- Tony Hale como Eddie Mink
- Felix Solis como El Sucre
- Maria Bakalova como Rada Adzhubey
- Dean Norris como Khrushchev
- Kyle Dunnigan como Walter Cronkite y Johnny Carson
- Sebastian Maniscalco como Chester Slink
- Beck Bennett como Barney Stein
- Cedric the Entertainer como Stu Smiley
- Fred Armisen como Mike Puntz
- John Slattery como Hombre del comercial #1[1]
- Jon Hamm como Hombre del comercial #2[1]
- Aparna Nancherla como Purvis Pendleton
- Andy Daly como Isaiah Lamb
- Sarah Burns como Sra. Schwinn
- Eleanor Sweeney como Cathy
- Bailey Sheetz como Butchie

Isaac Bae interpreta a George, el fugitivo a quien Bob le cuenta la historia. Rachael Harris aparece como Anna, la esposa de Bob, y Kue Lawrence y Catherine Last interpretan a sus hijos Bobby y Annie.
Patrick Warburton aparece como el locutor Tom Terranova y Ken Narasaki interpreta a Ralston Purina. Earthquake interpreta a Cookie Rojas mientras que Sasheer Zamata interpreta a la reportera Beth Donovan. Michael Joseph Pierce interpreta al General Mills y Ronny Chieng interpreta a un técnico llamado Chuck.
Jeff Lewis, Cedric Yarbrough y Alex Edelman interpretan a Big Yella, Toucan Sam y Apple Head, respectivamente, mientras que Ali Wentworth aparece como una mujer no identificada en el funeral de Schwinn y Darrell Hammond interpreta a Ed McMahon.
La esposa de Seinfeld, Jessica Seinfeld, hace un cameo y Spike Feresten le da voz a la criatura de los ravioles cuando era un bebé, mientras que Seinfeld proporciona la voz de la criatura adolescente.

## Producción
En junio de 2021 se anunció que Netflix se había ganado los derechos del proyecto. Jerry Seinfeld dirigiría, produciría, coescribiría y protagonizaría la película, que está basada en un chiste que contó sobre la creación del Pop-Tart. En junio de 2022, Melissa McCarthy, Jim Gaffigan, Amy Schumer, Hugh Grant y James Marsden se anunciaron como las nuevas incorporaciones al elenco. Grant proporcionó una cinta de audición para Seinfeld, siendo la primera vez que lo hacía en más de 30 años. En agosto, se anunció que Maria Bakalova haría un cameo. En febrero de 2024, se reveló que Bill Burr y Dan Levy se habían unido al elenco.
La producción recibió un crédito fiscal para filmar en California en febrero de 2022. La fotografía principal tuvo lugar a mediados de 2022.

## Música
Christophe Beck compuso la música de la película. Meghan Trainor y Jimmy Fallon aportan una canción para la película llamada "Sweet Morning Heat".

## Estreno
La película se estrenó en el Grauman's Egypt Theatre de Hollywood el 30 de abril de 2024. La película se estrenó en Netflix el 3 de mayo de 2024.